# 湊庄市
湊 庄市（みなと しょういち、1922年11月1日 - 2004年1月3日）は、日本の柔道家（講道館9段）、政治家。旧姓小山。
柔道界においては全日本柔道連盟顧問や四国柔道連盟副会長、徳島県柔道連盟会長、徳島県警師範等を、また政界においては徳島県議会議員として県議会議長等を務めた。

## 経歴

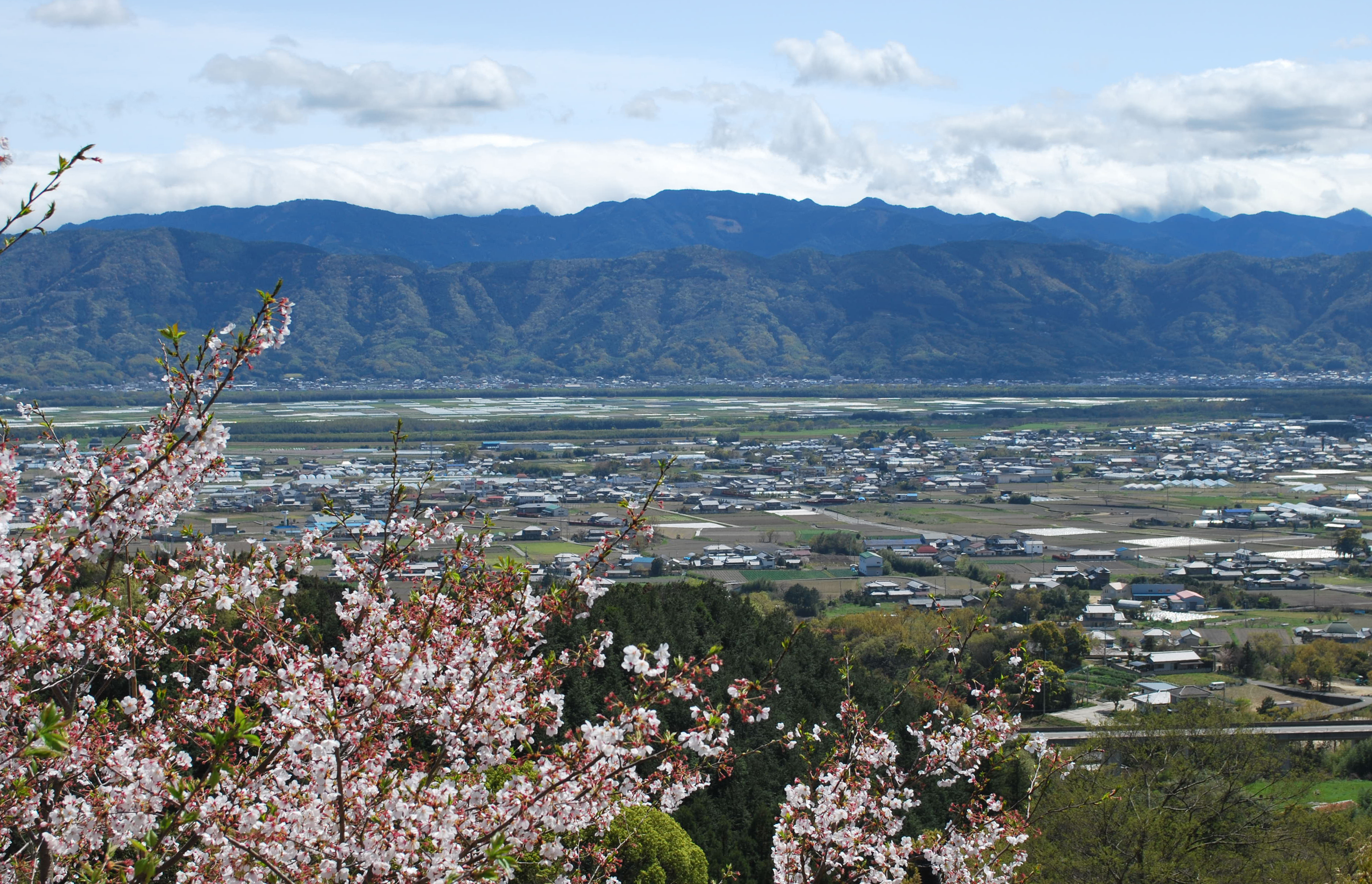
故郷である現在の阿南市域

徳島県阿波郡市場町（現・阿波市）にて、養蚕業と雑貨商を営む小山家に次男として生まれた。1935年4月に旧制阿波中学校（現・県立阿波高校）へ入学し、授業で柔道と剣道のどちらかが必修科目となっていたため、道具の安い柔道を選択したのが斯道に触れるきっかけとなった。
師範の竹内秀夫より柔道を学び、ここで同級生の川添利雄（のち高知県柔道連盟会長）や西條晃正（のち徳島県議会議員）らと阿波中の黄金時代を築いたのち、1939年6月付で講道館へ入門。
3段位で中学校を卒業後は恩師・竹内の勧めにより京都の大日本武徳会武道専門学校へと進学、1943年9月に卒業する迄の4ヵ年を磯貝一や田畑昇太郎のほか高木栄一郎、胡井剛一、若林文吾らに師事し、同期の伊藤秀雄や大矢喜久雄（いずれものち9段）らと共に厳しい稽古の日々を送った。この頃には1942年の全日本学生東西対抗大会に出場した記録が残っている。
1943年9月に武道専門学校を卒業後は旧制富岡中学校（現・県立富岡西高校）で1ヵ月間ながら国語の教師として教壇に立ち、11月には太平洋戦争に応召されて小倉野戦重砲兵第に入隊。日本海を渡って釜山から各地を転戦し、満州から富山県の伏木港を経由して千葉県山武郡源村の極楽寺(現・東金市）に駐屯し、来たる本土決戦に向けて迎撃作戦の準備をした所で終戦を迎えた。
戦後は郷里・徳島に戻って市場町役場に奉職しながら徳島刑務所で柔道教師を務め、また1947年からは接骨業も営んだ、1949年には国家地方警察の警察官に採用、以後は治安維持の職務に当たる傍ら引き続き柔道修行に励む。同年7月には6段位を許された。
柔道選手としては全日本東西対抗大会に3度、国民体育大会に4度の出場。また当時の柔道家にとって最高の晴れ舞台である全日本選手権大会には1948年、49年、51年、53年、55年と計5回出場して、53年大会では高浜正之6段（近畿代表）と朝飛速夫6段（関東代表）を破って3回戦に進出したほか、55年大会では7歳年下の弟分である横田和孝（同じく徳島県警、のち徳島県柔道連盟会長）と師弟揃っての同時出場を果たしている。

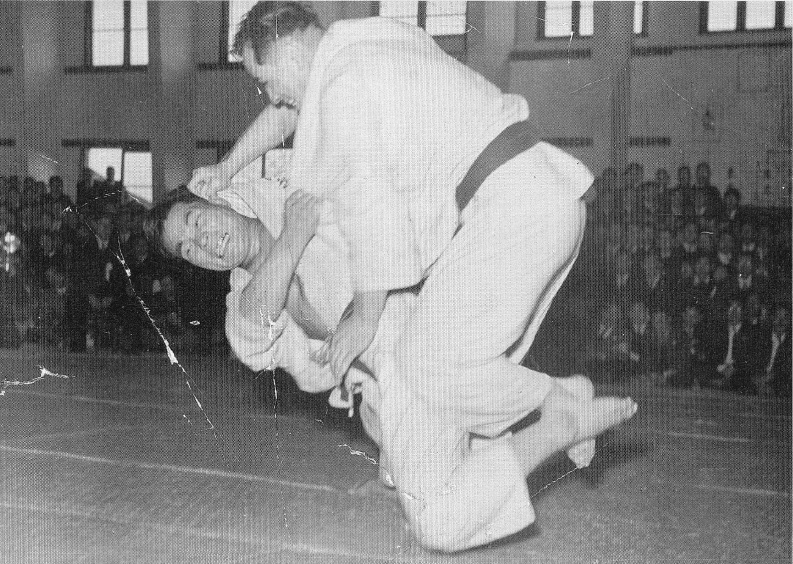
1951年の全国警察大会での決勝戦で
湊（左）の体落が夏井に決まるところ

1951年11月8日の全国警察大会（個人戦）では、決勝戦で当時日の出の勢いであった夏井昇吉5段（秋田県警察）を相手に一本勝を収めるなどして優勝を果たしている。この決勝試合は終始、夏井優勢の試合内容であったものの、武道専門学校時代の先輩である吉松義彦より“夏井は左技に弱い“と耳打ちされていた湊が普段見せない左変則組手による体落を延長戦で仕掛け、虚をつかれた夏井の体が見事に宙を舞うという結末であった。この試合を観戦していた警視庁師範の工藤一三を以って“歴史に残る戦前戦後の名勝負”と言わしめた。得意技の釣込腰や内股、小内刈のほか寝技でも主に絞技に長じ、翌52年11月23日の全日本年齢別選手権大会で準優勝したほか、1958年の全国警察大会では徳島県警の団体準優勝にも貢献している。
| 段位 | 年月日         | 年齢 |
| ---- | -------------- | ---- |
| 入門 | 1939年6月28日  | 16歳 |
| 初段 | 不詳           |      |
| 2段  | 1939年7月5日   | 16歳 |
| 6段  | 1949年7月25日  | 26歳 |
| 7段  | 1957年11月20日 | 35歳 |
| 8段  | 1969年4月29日  | 46歳 |
| 9段  | 1992年4月      | 69歳 |

1962年に現役を引退してからは県警本部の柔道師範、そして1968年には県警本部の初代術科師範に就任して後進の指導に汗を流し、69年には8段に列せられている。
一方で1983年に徳島県議会議員選挙に初当選してからは4期議員を務めて永く県政に携わり、1995年には第72代県議会議長に就任した。またこの間、自身が設立に奔走した県柔道協会の会長を1977年から24年間担う傍ら、また徳島県立中央武道館の建設に向けて尽力し1988年にこれを完成させるなど徳島県における柔道の普及・振興活動には余念が無く、その長年の功績から1992年の講道館創立110周年記念式典にて徳島県初となる講道館9段位を授与された。
このほか1989年に県体育協会副会長、2000年に県教育委員、翌01年には同委員長職務代理者を歴任し、湊の青少年育成の場は柔道という枠に収まらなかった。
一方で、1969年1月より外務省の親善使節として、ザイール・ナイジェリア・ガーナ・モロッコなどアフリカ各国を歴訪したのを皮切りに、1984年には徳島県とブラジルサンパウロ州との友好協定締結に伴う調印団の一員として参加し、全伯ジュニア柔道大会や町道場に招かれた指導したほか、1987年には全国議長会主催の欧州地方行政視察団に参加し、ソビエト連邦・ドイツ・フランス・イギリス等を廻り、農政事情視察団としてオーストラリアとニュージーランドを、地方行政視察員としてシンガポール・マレーシア・インドネシア等を視察し見聞を広めるなど、政治家としての活動も日本という枠には収まらなかった。
“一生稽古”をモットーに晩年も柔道振興に奔走した湊だったが、2004年に心不全のため死去。
前述の横田曰く、普段の湊は温厚篤実な人格ながらも一旦道衣に袖を通すと一転厳しく、自身の経験から理屈よりも“万事体で覚えること”信念とし、その廉直・謹厳な性格は各方面からの信望も厚かったという。座右の銘は「為せば成る」「温故知新」であった。